# Ardilea convexa
Ardilea convexa är en stekelart som först beskrevs av Walker 1833.  Ardilea convexa ingår i släktet Ardilea och familjen puppglanssteklar. Arten är reproducerande i Sverige. Inga underarter finns listade.